# Kanton Sierck-les-Bains
Kanton Sierck-les-Bains (fr. Canton de Sierck-les-Bains) byl francouzský kanton v departementu Moselle v regionu Lotrinsko. Tvořilo ho 23 obcí. Zrušen byl po reformě kantonů 2014.

## Obce kantonu
- Apach
- Contz-les-Bains
- Flastroff
- Grindorff-Bizing
- Halstroff
- Haute-Kontz
- Hunting
- Kerling-lès-Sierck
- Kirsch-lès-Sierck
- Kirschnaumen
- Laumesfeld
- Launstroff
- Malling
- Manderen
- Merschweiller
- Montenach
- Rémeling
- Rettel
- Ritzing
- Rustroff
- Sierck-les-Bains
- Waldweistroff
- Waldwisse